# 阿富汗裔印度人
阿富汗裔印度人在印度人口佔約10,000人，他們多是為逃避塔利班政權逼害和政治不穩而逃到印度的印度教徒和錫克人，目前集中生活在德里；穆斯林人口則佔約10%，而最近移民數字已有提升。
除了公民和外籍人士，有數百個印度穆斯林社群可追踪回到他們的普什圖祖先起源。在創立阿富汗現代國家之前，阿富汗人與普什圖族是同義詞。普什圖人生活在印度有悠久歷史，估計有1,000,000名普什圖人生活在印度。

## 歷史
阿富汗人進入印度，最早可追溯至13世紀後期的卡爾吉王朝，他們在北印度建立了帝國，而在莫臥兒帝國前也有由本地阿富汗後裔成立的國家。在18世紀阿富汗人頻頻人侵印度，直到錫克帝國成立，這形成了阿富汗杜蘭尼王朝和英屬印度之間的屏障。阿富汗人這一時期之後進入印度需要簽證。
偉大的普什圖族國王舍爾沙一度把莫臥兒人趕走。舍爾沙最初是莫臥兒皇帝巴布爾的軍隊指揮官，然後作為比哈爾州州長。 1537年，當巴布爾的兒子胡馬雍征戰在其他地方，舍爾沙佔領孟加拉，並建立了蘇爾王朝。他的帝國的為後來的莫臥兒帝國重組奠定了基礎，他建立了由吉大港延伸至阿富汗邊界的道路。
在19世紀的許多阿富汗人遷移到印度，他們多是有軍事背景的封建貴族。
在20世紀，少數移民到印度的阿富汗人兒童進入了寶萊塢電影製作業，這包括非魯茲汗，卡德爾汗，薩爾曼·汗等。在蘇聯入侵阿富汗後，一些阿富汗人移民到印度。他們大多是印度教徒和阿富汗錫克教徒，數千阿富汗難民一直住在印度並早已成為印度公民。

## 普什圖語社群
在印度有4個邦有3個大的普什圖語社群，分別是中央邦、旁遮普邦、比哈爾邦和北方邦。
在阿薩姆邦，西孟加拉邦和查謨-克什米爾也有大量普什圖人生活。